# 伊勢崎藩

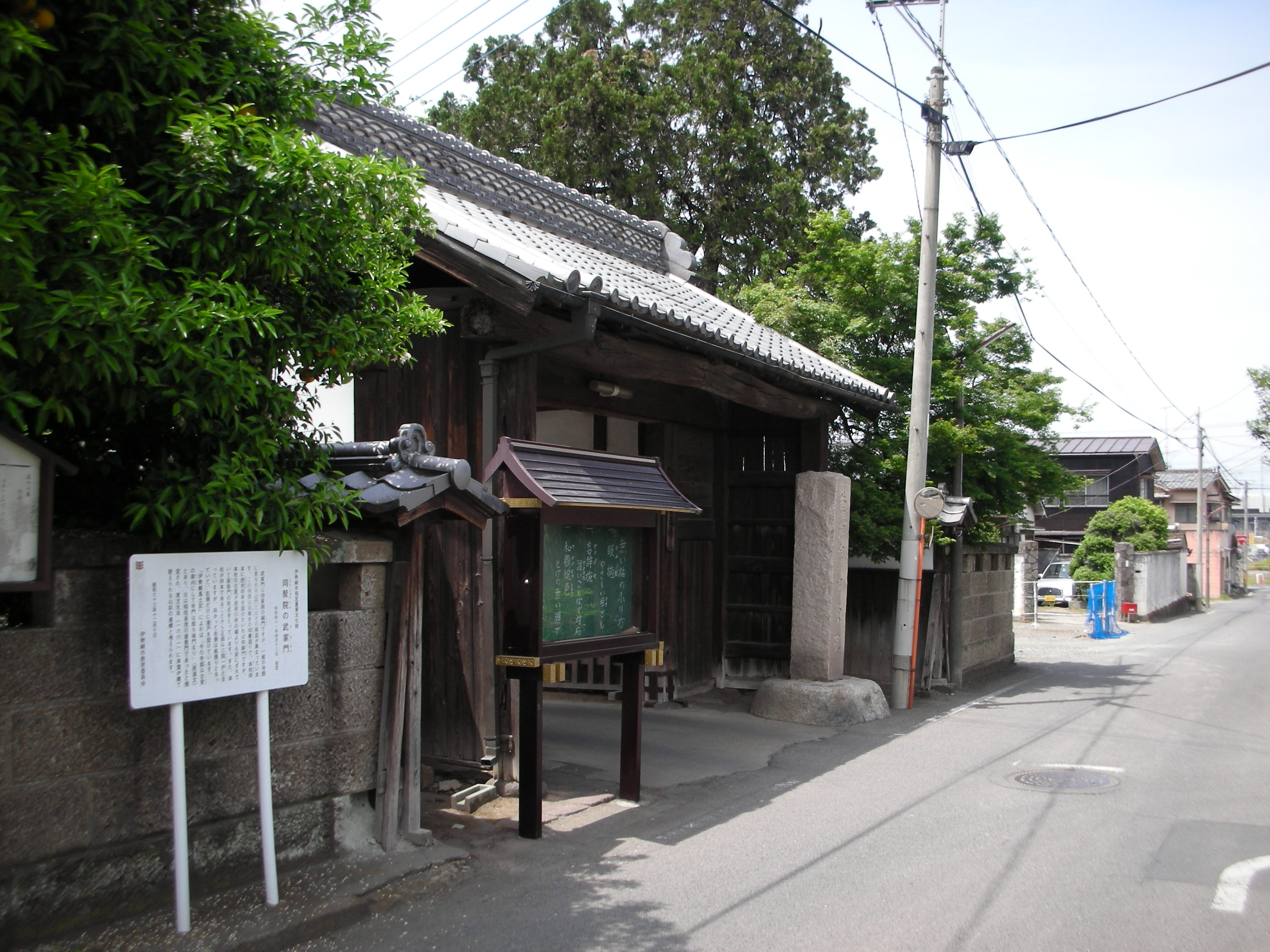
同聚院（群馬県伊勢崎市曲輪町）の山門として移築されている、稲垣氏時代の伊勢崎陣屋の陣屋門。

伊勢崎藩（いせさきはん）は、上野国佐位郡伊勢崎（現在の群馬県伊勢崎市）の伊勢崎陣屋に藩庁を置いた藩。江戸時代初期に稲垣家が入封した後、前橋藩酒井家（雅楽頭家）の所領となり、支藩が断続的に存在した。天和元年（1681年）に酒井忠寛が2万石で入って以降、廃藩置県まで酒井家が9代約200年続いた。酒井家時代は小藩ながら盛んな文教政策で知られ、藩校のみならず領内には多くの郷学が設けられた。

## 歴史

### 稲垣氏の入封
慶長6年（1601年）、上野国勢多郡新川（現在の桐生市新里町新川）にいた稲垣長茂が、7000石の加増を受けて1万石の大名となり、伊勢崎に移ったのが伊勢崎藩の始まりである。長茂は、陣屋の建設や町割、検地や新田開発を行い、伊勢崎発展の礎を築いた人物と評される。元和2年（1616年）、長茂の子の稲垣重綱のときに、越後国藤井へ移封された。
なお、長茂は自らが菩提寺として建立した天増寺（伊勢崎市昭和町）に葬られた。稲垣氏の子孫は他国への転出後も天増寺を菩提寺とし、その境内には稲垣氏累代の墓がある。

### 前橋藩酒井家と伊勢崎
元和2年（1616年）に稲垣氏が転出した後の伊勢崎領は、秀忠付き家老である酒井忠世（前橋藩主酒井重忠の嫡男）の領地に組み込まれた。酒井家（雅楽頭家）の家督は重忠であるため部屋住料とされるが、その所領は5万2000石に及んだ。
忠世を大名（那波藩主）であったとする見方があり、慶長14年（1609年）には善養寺を居所として2万石を支配した。元和2年（1616年）に勢多郡・佐位郡の2郡内で3万2000石を加増されたが、この中に伊勢崎領や、牧野忠成が転出した後の大胡領が含まれる。この時の加増によって、忠世は伊勢崎藩に5万2000石で入封したとする捉え方もある。
翌元和3年（1617年）、重忠が死去すると忠世は家督を継ぎ、従来の所領と父の遺領を併せ、前橋を居城とした。これにより忠世は前橋藩8万5000石の藩主になった（のちに12万余石まで加増）。
寛永14年（1637年）、前橋藩主酒井忠清（忠世の孫）は、弟の酒井忠能に上野国（佐位郡・那波郡）・武蔵国のうち2万2500石を分与した。これにより、前橋藩の支藩として伊勢崎藩が成立した（那波藩とする解釈もある）。寛文2年（1662年）6月に忠能は信濃小諸藩に移封され、伊勢崎領は再び前橋藩領となる。

### 伊勢崎藩の確立
天和元年（1681年）、前橋藩主酒井忠挙（忠清の子）は、弟の酒井忠寛に伊勢崎領2万石を分知した。これにより、前橋藩酒井家の支藩的存在として伊勢崎藩が成立し、幕末を経て明治の廃藩置県まで続くこととなる。なお、本家は寛延2年（1749年）に姫路藩に移封された。
藩政は初代藩主・酒井忠寛の時代に確立する。稲垣氏時代の陣屋は破却されていたため、新たに伊勢崎陣屋を建設した。その後、藩は財政難に陥ったが、3代藩主・酒井忠温（ただはる）の時代に行なわれた藩政改革により再建された。忠温は安永4年（1775年）に藩校学習堂を開くなど文治政策を進めた。以後の藩主も文教政策をすすめ、五惇堂や遜親堂など多くの郷学校を育成したことで知られている。
幕末には本家の姫路藩が佐幕派だったため新政府から警戒されたが、8代藩主・酒井忠強は自ら謹慎することで恭順の意を示した。
明治2年（1869年）6月の版籍奉還により、忠強の跡を継いだ酒井忠彰は知藩事となった。明治4年（1871年）の廃藩置県により伊勢崎藩は廃藩となり伊勢崎県となった。伊勢崎県は同年内に群馬県（第1次）に編入され、その後は熊谷県を経て1876年（明治9年）に群馬県の一部となった。
藩主家は明治17年（1884年）に子爵となった。

## 歴代藩主

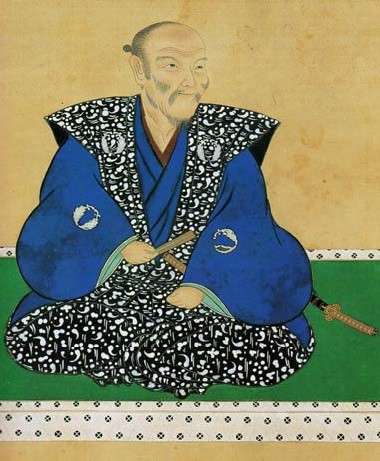
稲垣長茂

稲垣家
1万石。譜代。
1. 長茂（ながしげ）〔不詳〕
2. 重綱（しげつな）〔従五位下 摂津守〕

酒井家
5万2000石。譜代。
1. 忠世（ただよ）〔従四位下 雅楽頭 侍従〕

酒井家
2万2500石。譜代。
1. 忠能（ただよし）〔従五位下 日向守〕

酒井家
2万石。譜代。
1. 忠寛（ただひろ）〔従五位下 下野守〕
2. 忠告（ただつぐ）〔従五位下 下野守〕
3. 忠温（ただはる）〔従五位下 駿河守〕
4. 忠哲（ただあきら）〔従五位下 下野守〕
5. 忠寧（ただよし）〔従五位下 信濃守〕
6. 忠良（ただかた）〔従五位下 伊賀守〕
7. 忠恒（ただつね）〔従五位下 志摩守〕
8. 忠強（ただつよ）〔正五位 下野守〕
9. 忠彰（ただあき）〔正四位 下野守〕

## 幕末の領地
- 上野国
  - 佐位郡のうち - 18村
  - 那波郡のうち - 30村

明治維新後に佐位郡3村（旧幕府領）が加わった。